# Lake Euramoo
Der Lake Euramoo ist ein Maar im nördlichen Queensland, Australien. Das Maar im Atherton Tableland entstand vor etwa 10.000 Jahren als glühendes Magma in Kontakt mit Grundwasser geriet und eine Explosion auslöste. Der entstandene Krater füllte sich später mit Regenwasser.

## Beschreibung des Sees
Der kristallklare See hat nicht die typische runde Form der Maare, sondern einer Hantel. Diese außergewöhnliche Form entstand durch Überlappung von zwei Kratern, die möglicherweise gleichzeitig entstanden.
Das Gebiet um den See ist durch die Holzwirtschaft bestimmt, nachdem in den 1880er Jahren europäische Siedler in das Gebiet eindrangen. Die Vegetation am See besteht aus tropischem Regenwald oder wurde mit ursprünglichen Regenwald-Pflanzen und mit der Neuguinea-Araukarie (Araucaria cunninghamii) und exotischen Koniferen bepflanzt.
Das Maar liegt im Danbulla-Nationalpark, ein Park in den Wet Tropics of Queensland, die in die Liste des UNESCO-Welterbes eingetragen sind.

## Aborigines
In dem Gebiet des Nationalparks lebten seit Jahrtausenden die Aborigines der Ngadjonji, die die Entstehung dieses und weiterer Kraterseen ihres Landes in ihrer mündlichen Überlieferung über 10.000 Jahre bewahrt haben: It is said that two newly-initiated men broke a taboo and angered the rainbow serpent, major spirit of the area ... As a result 'the camping-place began to change, the earth under the camp roaring like thunder. The wind started to blow down, as if a cyclone were coming. The camping-place began to twist and crack. While this was happening there was in the sky a red cloud, of a hue never seen before. The people tried to run from side to side but were swallowed by a crack which opened in the ground'....
Entsprechend der Traumzeitvorstellungen der lokalen Aborigines formte die Regenbogenschlange die Erde, wobei sie die vier nahe aneinander liegenden Maare Lake Eacham, Lake Barrine, Mount Hypipamee Crater einschließlich des Lake Euromoo mit unterirdischen Verbindungen schuf. Dies hat sich durch Tauchgänge nicht bestätigt. Das Maar wird von den Aborigines der Yidinji Ngimun und von den benachbarten Ngadjonji Nuta genannt.